# Clash by Night
Clash by Night is een Amerikaanse dramafilm uit 1952 onder regie van Fritz Lang. Destijds werd de film in Nederland uitgebracht onder de titel Botsende hartstochten.

## Verhaal
De cynische Mae Doyle D'Amato keert terug naar haar geboorteplaats. Haar broer Joe is bang dat zijn geliefde Peggy even cynisch als zij zal worden. Wanneer Mae trouwt met Jerry en een kind krijgt, is ze gelukkig, maar ze vindt nog steeds geen rust.